# Kunstmuseum Zhejiang

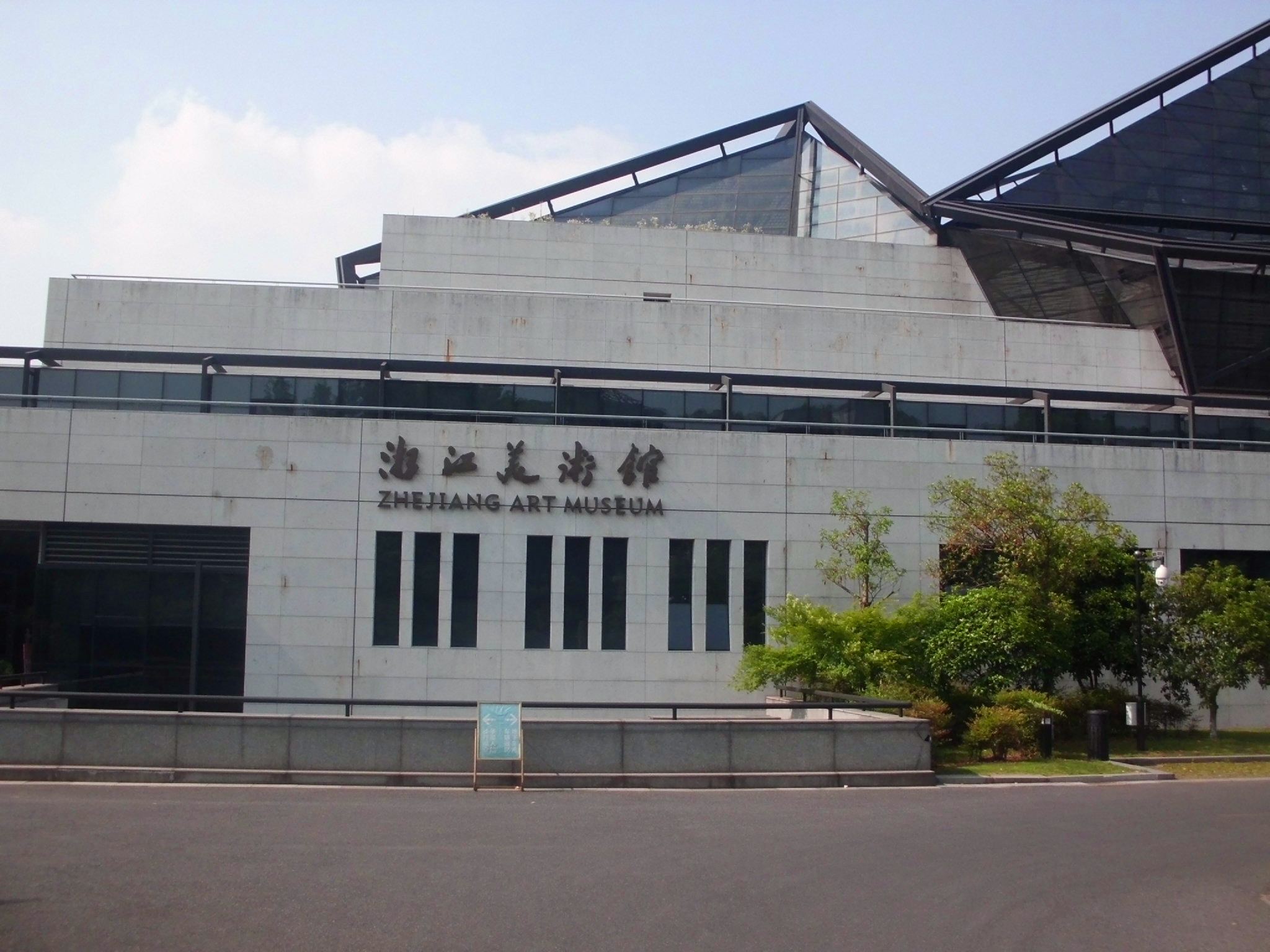

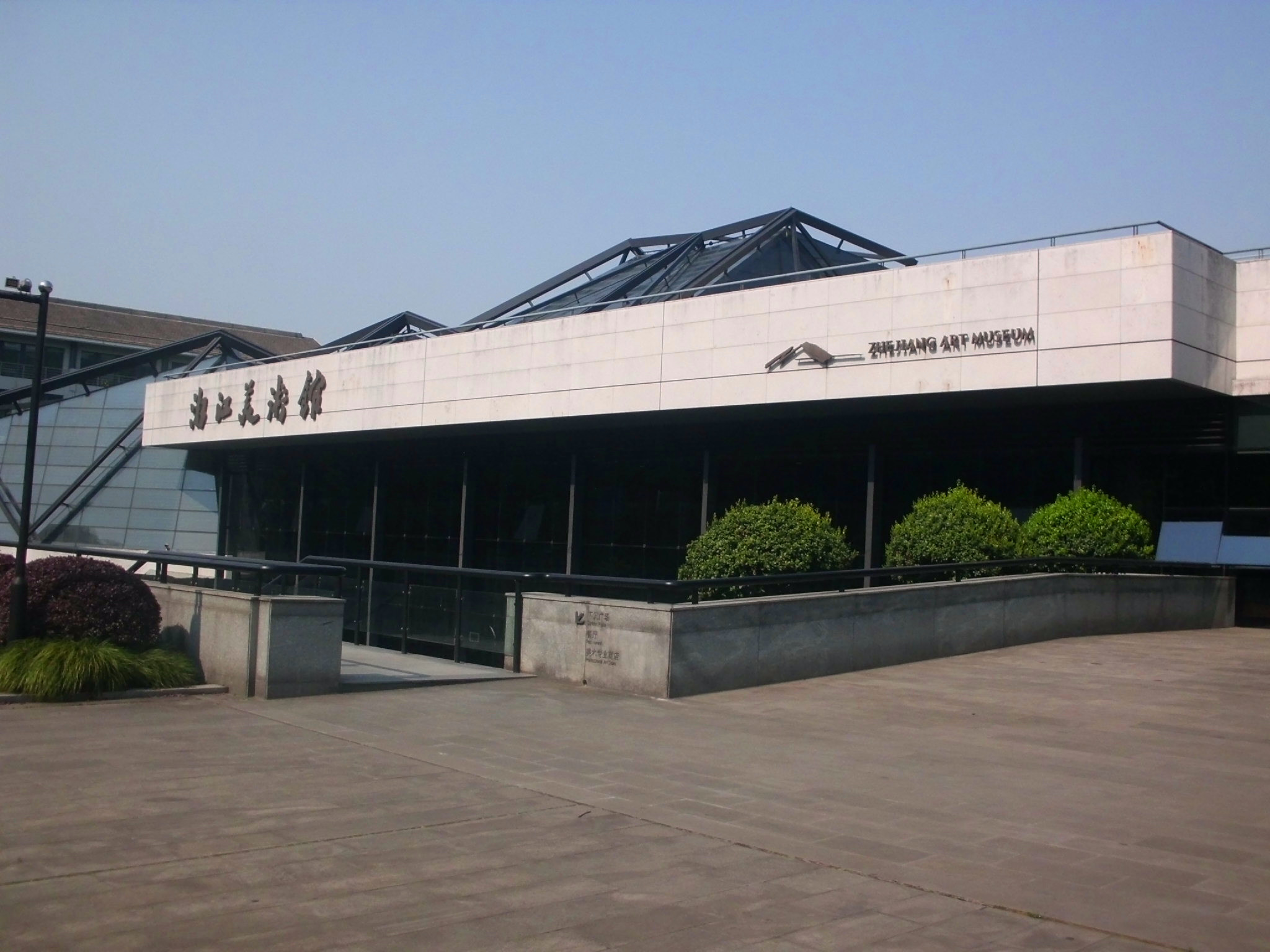

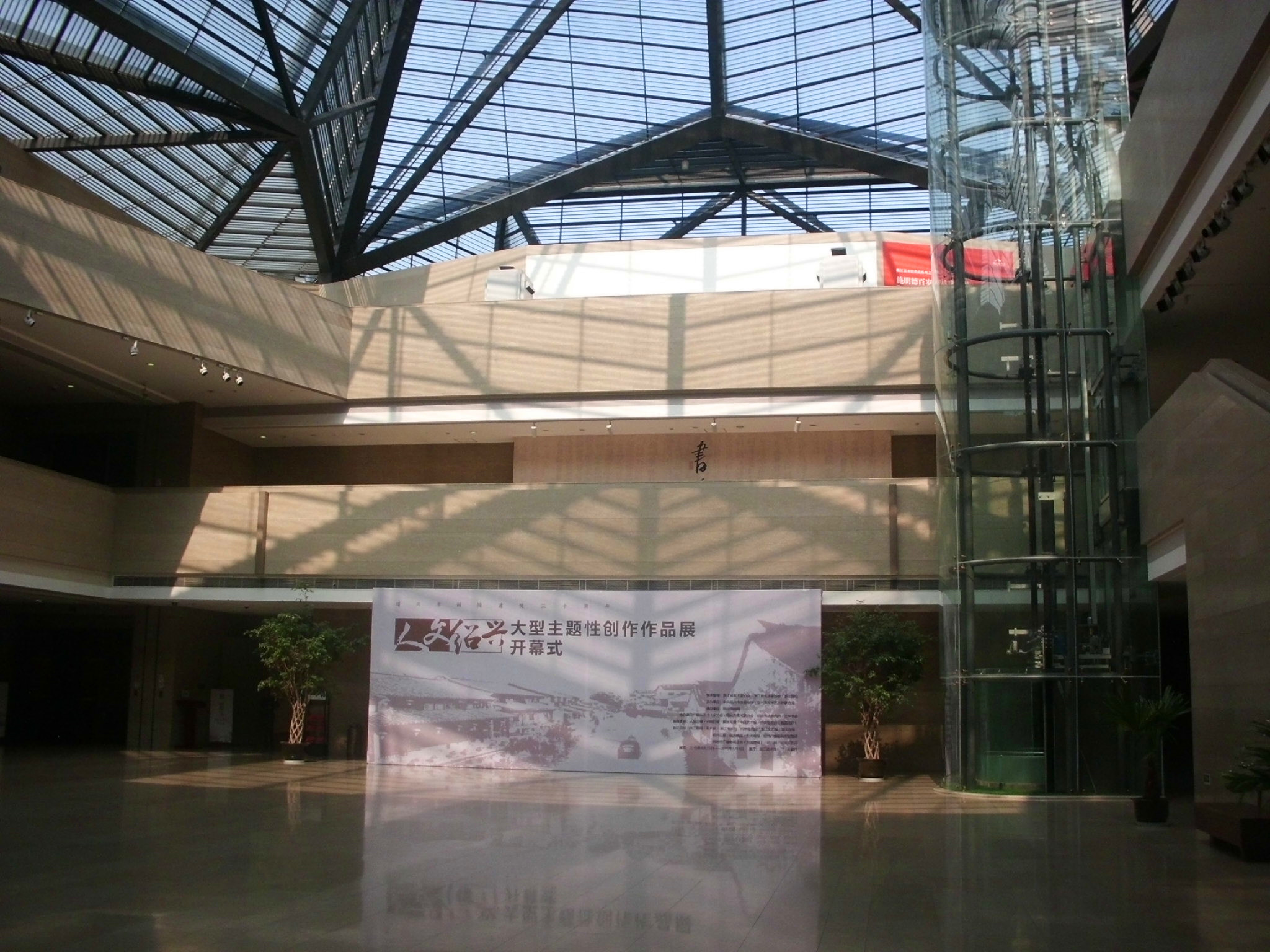

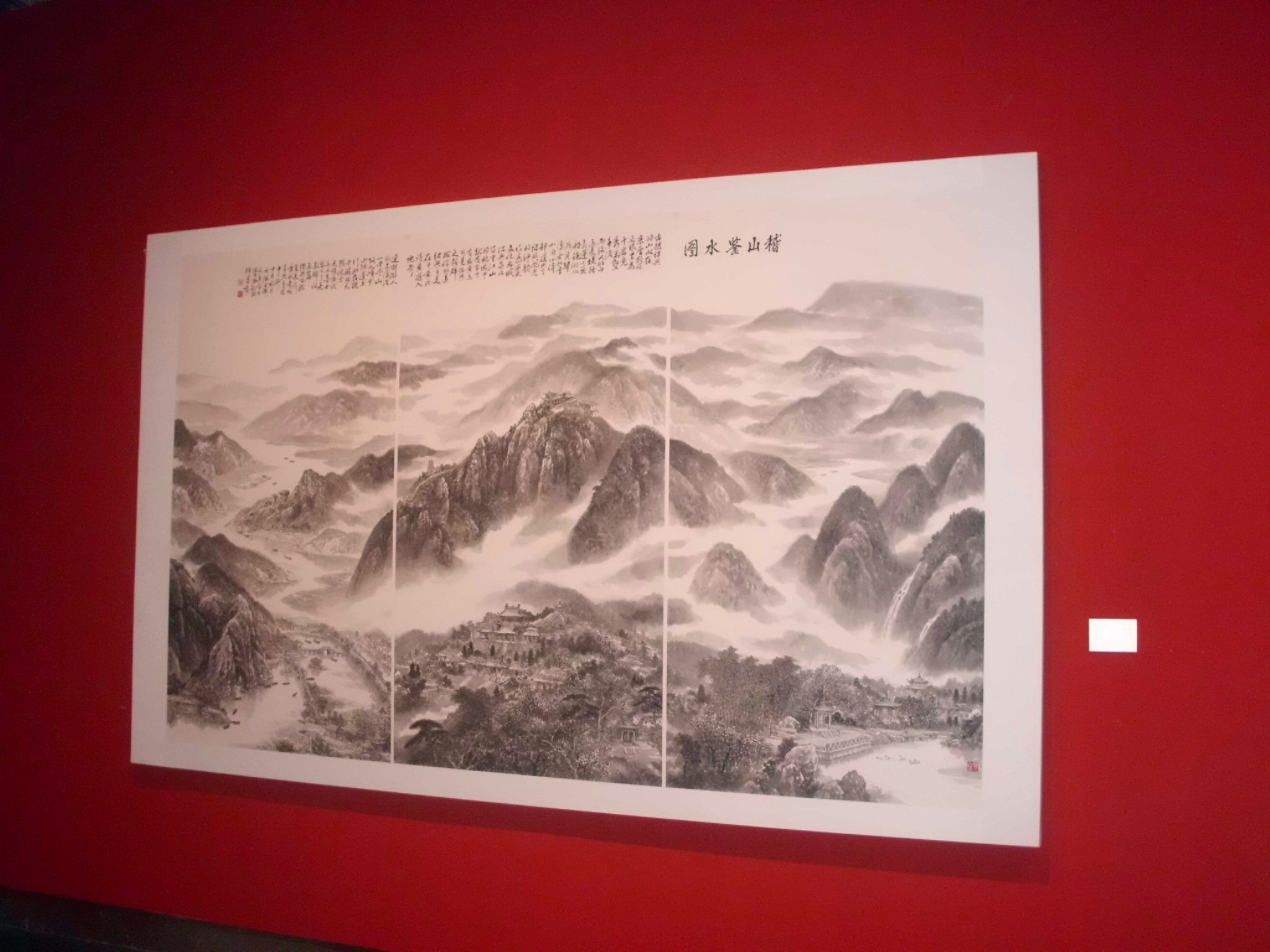

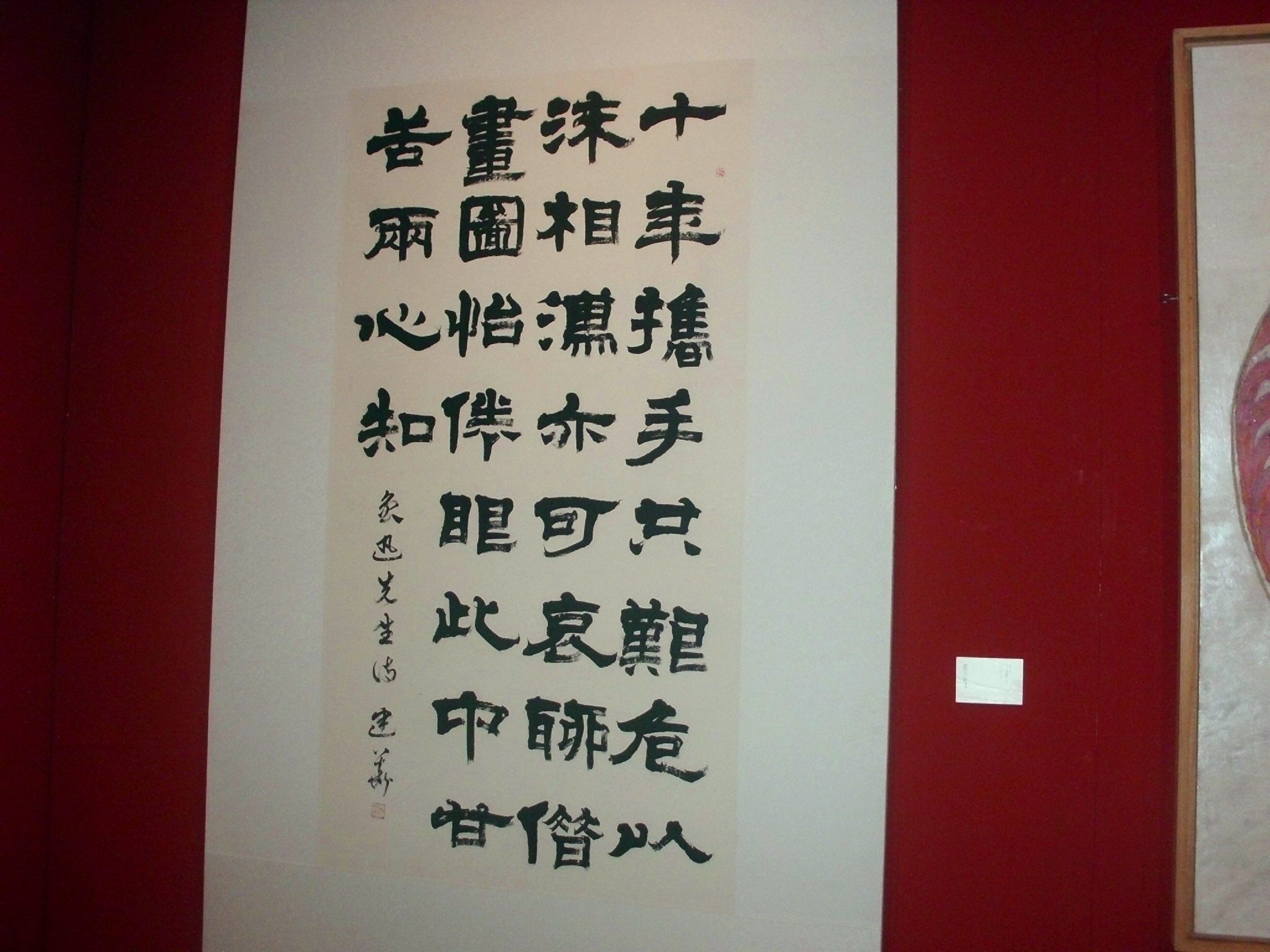

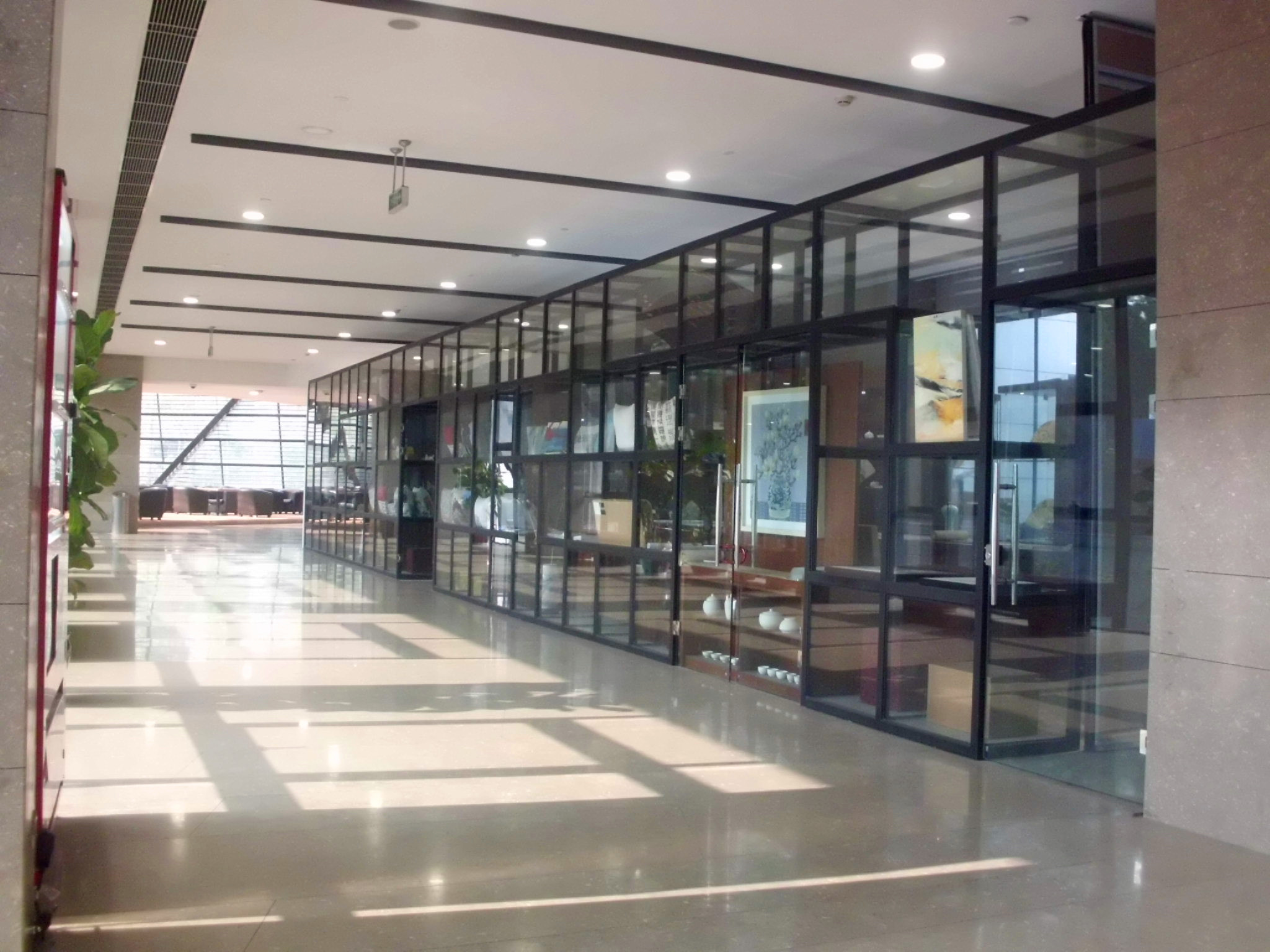

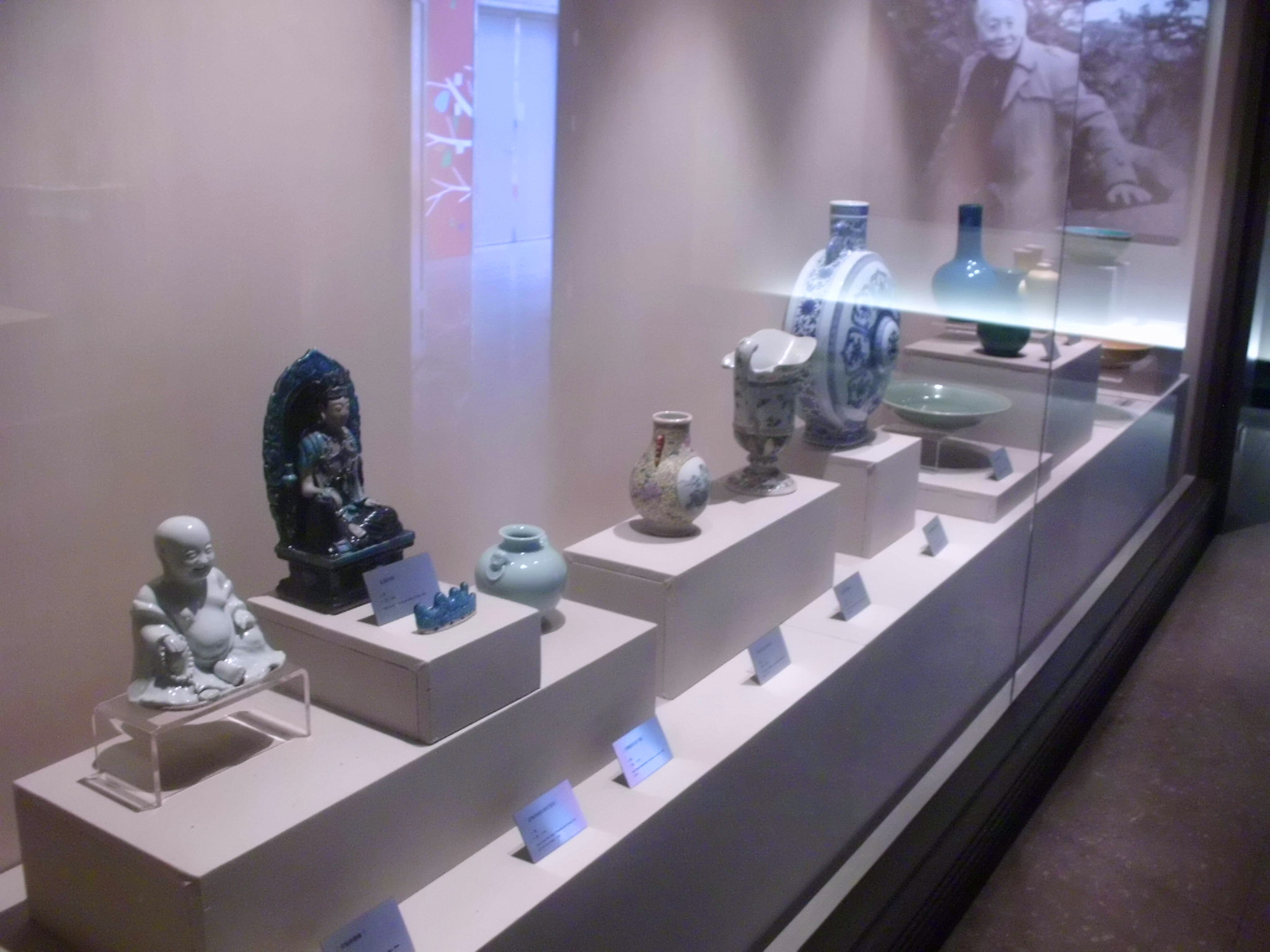

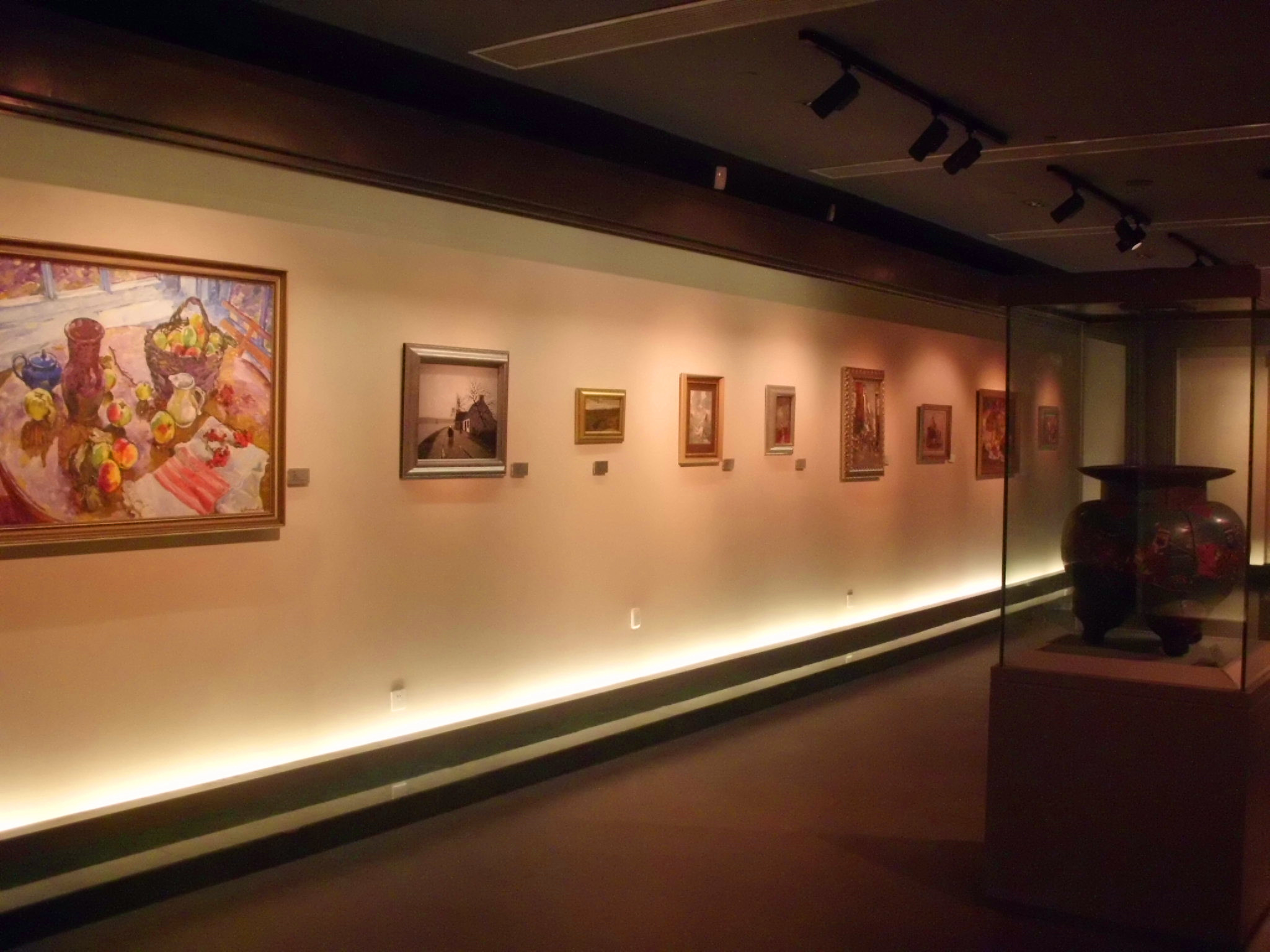

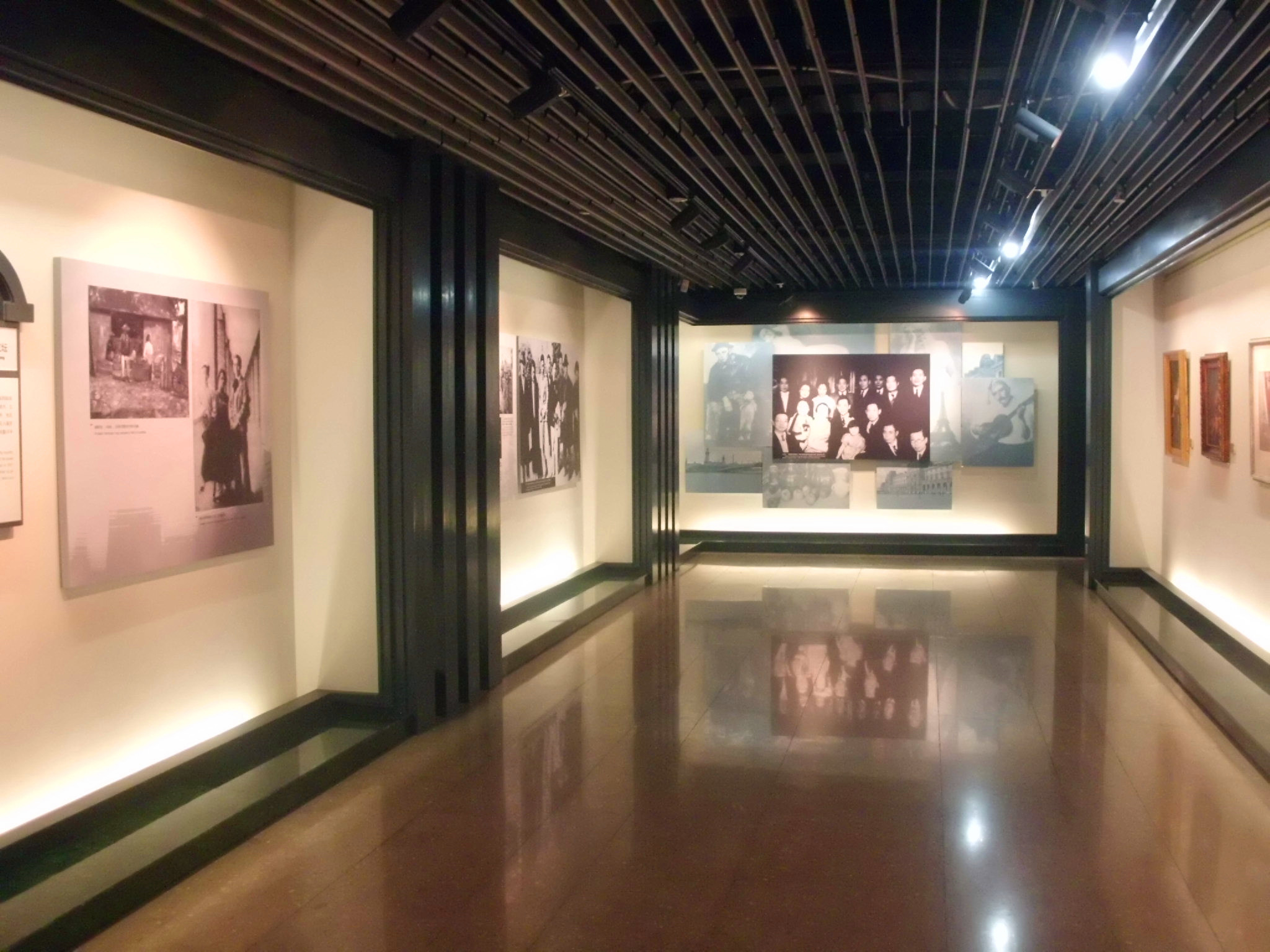

Das Kunstmuseum Zhejiang (浙江美术馆,  Zhèjiāng Měishùguǎn) ist ein Prestigeobjekt der (Kunst)provinz Zhejiang im Rahmen eines Fünfjahresplanes (2003–2007) der Provinz zur Errichtung von fünf großen Bauwerken. Es wurde erbaut unter der Leitung des bekannten Architekten Cheng Taining (程泰宁,  Chéng Tàinìng), einem Mitglied der Chinesischen Akademie für technische Projekte. Der Bau mit Außenwänden vorwiegend aus Glasbauelementen wurde am 9. August 2009 offiziell eröffnet. Er liegt direkt am Westsee in Hangzhou an einer besonderen romantischen Lage zwischen dem See und dem Hügel des Jadekaisers.

## Museumsbau und Zielsetzung
Das Museum liegt auf einem Grundstück von 35.000 m² und stellt 32.000 m² zur Verfügung. Das Museum unterhält über 14 unterschiedliche Ausstellungshallen, davon sind sechs klimatisiert. Die Ausstellungsräume umfassen 9000 m² Fläche, die Fläche der Archivräume beträgt 3000 m². Darüber hinaus gibt es eine große Eingangshalle, einen Tageslichtkorridor, eine Multifunktionshalle und einen Konferenzraum für nationale Konferenzen, eine Halle zur Begutachtung, einen Raum für Ehrengäste, ein Zentrum für Kunstliteratur und Dokumente. Auch aufgrund seiner renommierten Lage am Westsee ist das KMZ eines der bekanntesten Gebäude der Stadt Hangzhou.
Hauptaufgabe des Museums ist die Ausstellung von Kunstwerken und Kunstdokumenten, deren Präsentation, Sammlung und Aufbewahrung sowie die Förderung der wissenschaftlichen Erforschung, des pädagogischen Austausches und der Dienst am öffentlichen Kulturleben. Das Motto zur Gründung des Kunstmuseums Zhejiang ist „Als Schwerpunkt die Gegenwart, und auch die Geschichte. Sich gründen in Zhejiang und das Gesicht der ganzen Welt zuwenden“.
Die wissenschaftliche Zielsetzung ist „Öffentlichkeit, Pluralität und Offenheit“. Der Schwerpunkt liegt auf der Sammlung und der Ausstellung von Arbeiten und künstlerischen Dokumenten von Künstlern der Gegenwart aus Zhejiang und von Künstlern, deren Arbeitsschwerpunkt in Zhejiang liegt. Außerdem sammelt das Museum beispielhafte Arbeiten und Beiträge der wichtigsten Strömungen der nationalen und der internationalen Kunst sowie wichtige Ergebnisse der Kunstwissenschaften. (Zudem) herausragende Werke der Kunst des Altertums, der Moderne und des Kunsthandwerks.

## Leitung
- Ma Fenghui (马锋辉,  Mǎ Fēnghuī)，Direktor und (Partei)sekretär des KMZ. Geboren 1963. In China als hervorragender Kunstlehrer anerkannt. Als Maler bevorzugt er Menschen, Vögel und Pflanzen und gelegentlich Landschaftsbilder.
- Si Shunwei (斯舜威,  Sī Shùnwēi). Vizedirektor des KMZ. In China anerkannt als hervorragender Kunstlehrer. Geboren 1957. Herausgeber der Zeitschrift „Kunst Report“. Tätig als Verfasser theoretischer Forschungen zu Kalligrafie und Malerei
- Sang Huoyao (桑火尧,  Sāng Huǒyáo). Zurzeit (2013) Vizedirektor des KMZ. In China anerkannt als hervorragender Kunstlehrer. Senior Kunstkritiker der Provinz Zhejiang. Absolvent der Chinesischen Hochschule der Künste. Forschungen zur Chinesischen Tuschmalerei. Mehrere Einzelausstellungen als Maler, u. a. Biennale 2011 in Venedig.

## Ausstellungen und Veranstaltungen
Das „Kunstmuseum Zhejiang“ ist auf dem Gebiet Kunstausstellungen und Teilnahme an politischen Kampagnen bezüglich der Kunst für die Bevölkerung sehr aktiv. Die nachfolgend angegebenen Ausstellungen zeigen daher nur einen kleinen Ausschnitt zum Zeitpunkt der Erstellung des Artikels. Die angegebenen Quellen sind nach Beendigung der Ausstellungen teilweise nicht mehr erreichbar. Einen guten Überblick über die aktuellen Ereignisse im Museum bietet die offizielle Internetpräsenz auf Englisch und auf Chinesisch.
- „Ausstellung der Arbeiten Cheng Tainings. Zehn Jahre Entwicklung einer in die Umgebung eingebetteten Architektur.“(程泰宁建筑作品展•筑境建筑十周年展,  Chéng Tàinìng Jiànzhù Zuòpǐn Zhǎn • Zhù Jìng Jiànzhù Shízhōuniánzhǎn)[4] 4. September 2012–11. September 2012. Kunstmuseum Zhejiang.
- „Hangzhou Triennial of Fiber Art“ 2013杭州纤维艺术三年展 (2013杭州纤维艺术三年展,  Hángzhōu Xiānwéi ìshù Sānniánzhǎn)[5], in Kooperation mit dem „ Nationalen Chinesischen Seidenmuseum“ (Hangzhou) und „Institute of Tapestry Varbanov“[6] (Hangzhou, Chinesische Hochschule der Künste). Eine internationale Ausstellung zu Textilkunst, Geweben und Geflechten. Als Triennale geplant, erstmals 2013 veranstaltet. Kuratorin: Shi Hui.[7]

- „Gemeinsame internationale Ausstellung der Siegelgesellschaften“ (国际印社联展,  Guójì Yìnshè Liánzhǎn)

Ausstellung zum 110. Gründungsjubiläum der Xiling-Siegelgesellschaft. Ausgestellt werden 300 ausgewählte Arbeiten von 60 bedeutenden Siegelkünstlern. Eingeladen sind zudem auch nicht-chinesische Siegelgesellschaften, um die Kooperation und das Verständnis gegenseitig zu fördern.
Organisation der Ausstellung: Xiling-Siegelgesellschaft
Zeitraum: 22.–29. Oktober 2013.
Ort: Die Ausstellungsräume 7, 8, 9 und 10 im Kunstmuseum Zhejiang.
- Vortragsreihe im Kunstmuseum Zhejiang. Beispiel: „Sky, Water, Forest. Finnish Landscape in Fabric“ (Himmel, Wasser, Wald. Finnische Landschaften in Stoff). 19. Oktober 2013.[8]